# Amstettner Hütte
Die Amstettner Hütte ist eine Schutzhütte der Sektion Amstetten des ÖAV. Sie liegt auf 922 m ü. A. auf der Forsteralm bei Gaflenz in den Ybbstaler Alpen und wird ganzjährig bewirtschaftet und bietet neben Verpflegung 30 Plätze im Matratzenlager. Sie ist ein Stützpunkt am Eisenwurzenweg.
Die Hütte ist sowohl von Gaflenz als von auch der Gemeinde Opponitz erreichbar.

## Geschichte
Die Hütte wurde 1957 bis 1959 erbaut und Weihnachten 1959 erstmals geöffnet. Von 1991 bis 1993 erfolgte eine Generalsanierung der Hütte.

## Wanderungen
- Hirschkogel 1078 m. Gehzeit: 30 Minuten
- Wetterkogel 1115 m. Gehzeit: 1 Stunde 15 Minuten
- Breitenauer Spitz 1142 m. Gehzeit: 2 Stunden 30 Minuten